# That's How You Know
"That's How You Know" là một bài hát trong bộ phim phát hành năm 2007 của Disney, Enchanted, với phần âm nhạc do nhạc sĩ Alan Menken biên soạn và phần lời của Stephen Schwartz. Bài hát do nữ diễn viên chính trong phim, Amy Adams, thể hiện và có sự tham gia của Marlon Saunders cùng với các ca sĩ khác trong phần nền của đoạn điệp khúc. Bài hát xuất hiện trong album nhạc phim của Enchanted, được phát hành vào ngày 20 tháng 11 năm 2007 tại Hoa Kỳ.
Cũng giống như bộ phim, bài hát này có nhiều nét gợi nhớ tới và cũng có nhiều điểm tương đồng với nhiều sáng tác trước đây của Disney, đặc biệt là các sản phẩm lớn như "Under the Sea" trong phim Nàng tiên cá và "Be Our Guest" trong phim Người đẹp và quái vật, mà cả hai bài hát này, thật tình cờ, đều do nhạc sĩ Alan Menken soạn nhạc.
Bài hát nhận được đề cử cho giải "Bài hát hay nhất" trong lễ trao giải "Sự bình chọn của các nhà phê bình lần thứ 13", Giải thưởng của Hiệp hội các nhà phê bình phim chiếu rạp năm 2007, giải Quả cầu vàng lần thứ 65 trong hạng mục "Bài hát gốc hay nhất", và ở lễ trao giải Oscar lần thứ 80 cho hạng mục "Bài hát gốc hay nhất", cùng với hai bài hát khác cũng của bộ phim này. Bài hát cũng được đề cử tại giải Grammy lần thứ 51 cho hạng mục "Bài hát hay nhất viết cho phim, chương trình truyền hình hoặc sản phẩm giải trí đa phương tiện khác".

## Bối cảnh
Trong phim, bài hát cho Giselle thể hiện. Trong khi hai người đang đi bộ cùng nhau ở Công viên trung tâm (Central Park), Giselle hỏi Robert (Patrick Dempsey) xem anh có suy nghĩ thế nào về tình yêu, sau khi cô biết rằng anh đã có bạn gái, Nancy (Idina Menzel), được 5 năm mà vẫn chưa ngỏ lời cầu hôn. Cô chợt hát để giải thích cho anh biết làm cách nào để có thể gây ấn tượng với Nancy. Khi Giselle hát và nhảy quanh công viên, nhiều người khác tham gia cùng với cô bao gồm những người hát rong, những nhạc công trống, những vũ công cao tuổi, một số vũ công người Bavaria, và những người trượt pa-tanh. Họ theo cô tới Bethesda Fountain, và họ kết thúc bài hát ở đó.

## Các bản hát lại

### Phiên bản của Kristin Chenoweth
Mặc dù bài hát được Adams thể hiện trong phim, nữ diễn viên/ca sĩ đoạt giải Tony Kristin Chenoweth, đồng thủ vai chính trong vở nhạc kịch Broadway Wicked cùng với Idina Menzel ("Nancy Tremaine" trong phim Enchanted), thể hiện một phiên bản rút gọn (đoạn hai của bài hát và bỏ qua phần sau) ở lễ trao giải Oscar lần thứ 80 cùng với Saunders và các vũ công trong phim. Adams cũng có một phần trình diễn của riêng mình trước đó ở buổi lễ với bài hát "Happy Working Song" đơn ca.

### Phiên bản của Demi Lovato
Bài hát được thu âm lại bởi Demi Lovato trên DisneyMania 6. Phiên bản của Lovato có khác biệt rất lớn so với bản gốc, với phần hợp âm rất khác ở nền, loại bỏ mọi dấu vết của dòng nhạc calypso, và chủ yếu dựa trên trống và đàn guitar điện. Đó là single đầu tiên và cũng là duy nhất của cô trong album tổng hợp của Disney Princess DisneyMania.

#### Danh sách bài hát
- Cho phép tải về phiên bản kĩ thuật số

1. "That's How You Know" - 3:12 (Phiên bản trong album) and 3:06 (Phiên bản đã chỉnh sửa cho đài phát thanh)